# Tetranchyroderma megastomum
Tetranchyroderma megastomum är en djurart som tillhör fylumet bukhårsdjur, och som först beskrevs av Adolf Remane 1927.  Tetranchyroderma megastomum ingår i släktet Tetranchyroderma och familjen Thaumastodermatidae. Arten är reproducerande i Sverige. Inga underarter finns listade i Catalogue of Life.